# Hans Walter Berg
Hans Walter Berg (* 20. Oktober 1916 in Varel; † 7. November 2003 in Unteruhldingen) war ein Auslandskorrespondent der ARD in Asien.

## Biografie
Berg war der Sohn eines Ingenieurs und einer Friseurin. In Varel besuchte er zunächst die Knabenschule, anschließend die Oberrealschule. Danach wechselte er zur Oberrealschule in Oldenburg (heute: Herbartgymnasium), die er 1934 ohne Abitur verließ. Nach dem Erwerb der Studienberechtigung studierte er Geschichte, Kunstgeschichte und Literaturgeschichte an der Ludwig-Maximilians-Universität in München. Sein Studium schloss er mit der Promotion ab. 1938 legte er zusätzlich an der University of Michigan das Master-of-Arts-Examen in „Far Eastern History“ ab. Nach dem Krieg lebte er zunächst auf dem nördlich von Bremen gelegenen Gut Meyenburg, das sich bis heute im Besitz der Familie seiner Ehefrau befindet. 1949 begann er seine journalistische Laufbahn als Redakteur beim Weser-Kurier in Bremen; 1951/52 leitete er das Politik-Ressort.
Ab 1952 bereiste er Asien als freier Korrespondent der ARD und zahlreicher deutschsprachiger Tageszeitungen. Weitere Berufs-Stationen waren u. a. Neu-Delhi und Hongkong, wo er jeweils das ARD-Fernsehstudio leitete. 1970 wurde er NDR-Sonderkorrespondent.
Bis 1981, dem Jahr seiner Pensionierung, hatte er u. a. in der zwischen 1963 und 1970 in Indien produzierten und von der Journalistin Navina Sundaram (1945–2022) moderierten TV-Serie Asiatische Miniaturen, in 72 Gesichter Asiens-Filmen, 250 Weltspiegel-Beiträgen, ebenso vielen Sondersendungen und mehr als 2.000 Hörfunkkommentaren aus Fernost berichtet.
Sein Kollege Peter Scholl-Latour schrieb über Berg: „Eine Untersuchung würde sich lohnen, wie nachhaltig und hintergründig das deutsche Asien-Bild durch diesen unermüdlichen Korrespondenten - diesen «Marco Polo unserer Tage» geprägt wurde.“
„Asien war lange Jahre hindurch gleichbedeutend mit Hans Walter Berg.“
„Hans Walter Berg war ein Fernseh-Pionier, der die Menschen in Deutschland zum ersten Mal mit Asien vertraut gemacht und ihr Bild von Fernost nachhaltig geprägt hat“, so NDR Intendant Jobst Plog. „Seine professionelle Neugierde war Vorbild für viele Journalisten, die nach ihm kamen.“
Berg war verheiratet mit Charlotte Berg, geb. Freiin von dem Bussche-Hünnefeld.

## Ehrungen
1979 wurde Berg das Große Bundesverdienstkreuz erster Klasse für seine Pionierarbeit im Dienste der Völkerverständigung verliehen.

## Werke

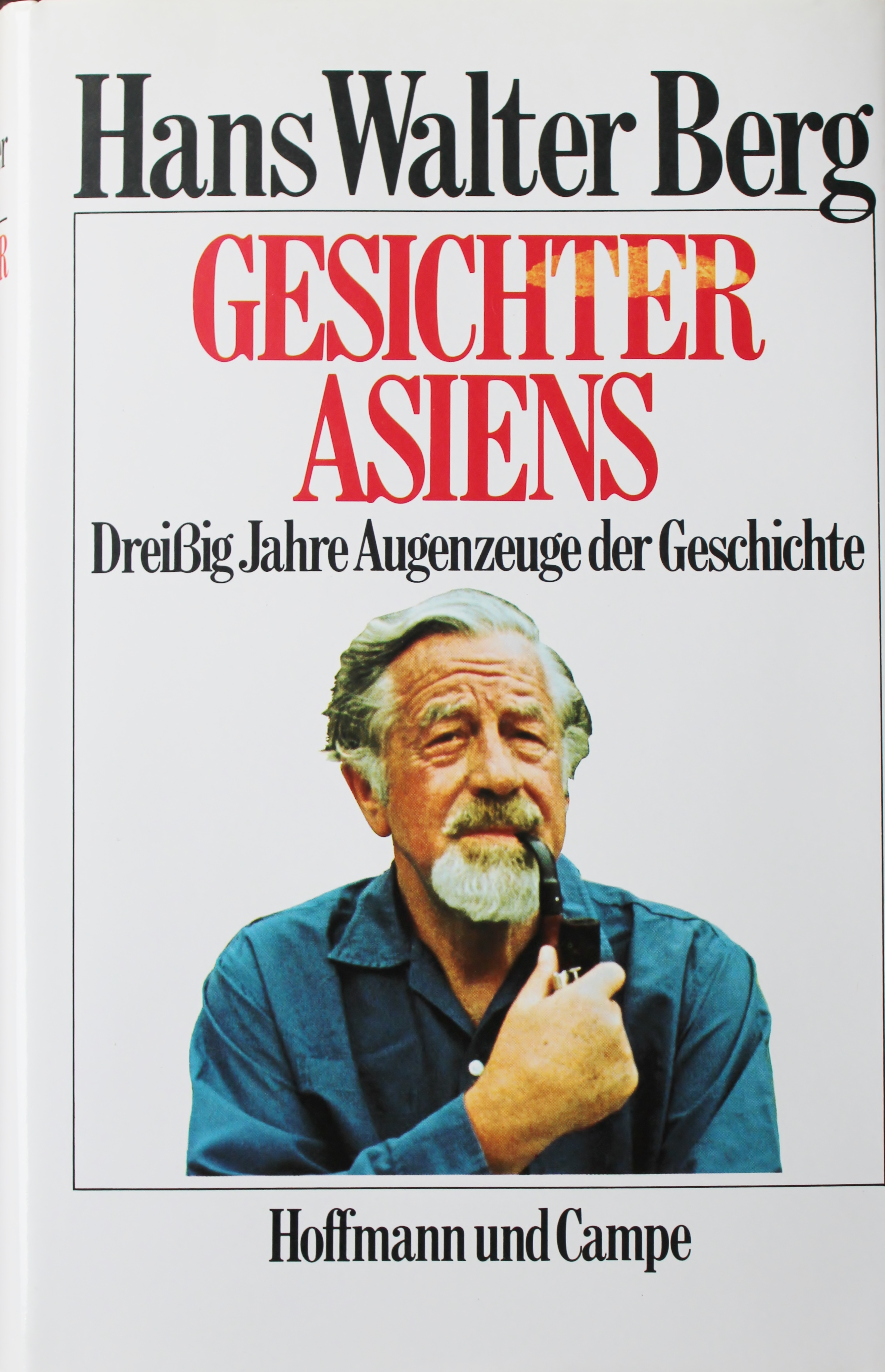
Hans Walter Bergs 1983 erschienener Bestseller.

Als „Klassiker der Auslandsberichterstattung“ ging Bergs Dokumentarfilmreihe „Gesichter Asiens“ in die Fernsehgeschichte ein. Zwischen 1959 und 1986 wurden 72 Sendungen dieser Reihe ausgestrahlt, die es in der Spitze auf 70 Prozent Einschaltquote brachten.
Ein Jahr nach seinem offiziellen Ruhestand (1981) zog er eine Bilanz seiner Korrespondententätigkeit: Eine Million Meter Film, über 100 TV-Dokumentationen, mehr als 250 Beiträge für den „Weltspiegel“, ca. 3000 Berichte in Zeitungen und im Rundfunk. Hinzu kamen unzählige „Tagesschau“-Beiträge und drei Sachbücher, die er nach seiner Pensionierung schrieb:
- Gesichter Asiens – Dreißig Jahre Augenzeuge der Geschichte. Hamburg 1983, ISBN 3-455-08721-3.
- Indien. Traum und Wirklichkeit. Hamburg 1995, ISBN 3-612-26182-7.
- Das Erbe der Großmoguln. Völkerschicksale zwischen Hindukusch und Golf von Bengalen. Hamburg 1988, ISBN 3-455-08285-8.